# Cedicus flavipes
Cedicus flavipes is een spinnensoort uit de familie van de Desidae.
De wetenschappelijke naam van de soort werd in 1875 gepubliceerd door Eugène Simon.